# Grupo Sportivo de Loures
El GS Loures es un equipo de fútbol de Loures que juega en la Liga Regional de Lisboa, la quinta liga de fútbol más importante do país.

## Historia
Fue fundado el 13 de agosto del año 1913 en la localidad de Loures en el distrito de Lisboa por un grupo de jugadores aficionados de la ciudad y el club cuenta con secciones en otros deportes como balonmano y fútbol sala, aunque no con tanta popularidad como la sección de fútbol.
El club participó varias veces en la desaparecida Tercera División de Portugal y ha estado varias veces en la Copa de Portugal.

## Palmarés
- AF Lisboa 1.ª Divisão Honra (2): 2000/01, 2012/13
- AF Lisboa Taça (1): 2009/10
- AF Lisboa Supertaça (1): 2013
- AF Lisboa 1.ª Divisão (4): 1963/64, 1974/75, 1988/89, 1993/94
- AF Lisboa 2.ª Divisão (1): 1961/62
- AF Lisboa 3.ª Divisão (1): 1959/60
- AF Lisboa Taça de Honra 3.ª Divisão (1): 1989/90

## Jugadores

### Jugadores destacados
- Beto
- André Almeida
- Miguel
- Tiago Ronaldo
- Djalma